# 新座ダイアモンドドッグス
新座ダイアモンドドッグス（にいざダイアモンドドッグス）は、埼玉県新座市に本拠地を置き、日本野球連盟に所属する社会人野球のクラブチームである。

## 概要
2010年、フルキャストが運営する浦和ディアーズ、元読売ジャイアンツの田中健太郎が監督を務め、当時無加盟で活動していた府中ダイアモンドドッグスの両チーム合併し、前身の浦和ダイアモンドドッグスが発足した。
2016年6月、新座市を本拠地に2009年から活動していた無加盟チーム、硬式野球クラブNBC（新座ベースボールクラブ）と合併し、翌年2017年に本拠地を新座市に移し、チーム名を新座ダイアモンドドッグスに変更した。

## 設立・沿革
- 2008年 - 埼玉県さいたま市（旧浦和市）で、フルキャストが母体となり浦和ディアーズが創部。
- 2010年 - 府中ダイアモンドドッグス（無加盟チーム）と合併し、浦和ダイアモンドドッグスに名称が変更される。
- 2016年 - 硬式野球クラブNBC（無加盟チーム）と合併。
- 2017年 - 本拠地を新座市に変更。名称を新座ダイアモンドドッグスとする。

## 主要大会の出場歴・最高成績
- JABA関東連盟クラブ選手権埼玉県予選：ベスト4（2017年、2020年）
- 都市対抗野球大会埼玉県予選：ベスト4（2020年）

## 出身プロ野球選手
- 鈴木克幸 - 福島レッドホープス (2017年 - 2018年)
- 遊馬ジェシー - 兵庫ブルーサンダース (2019年) - 06ブルズ (2020年 - 2022年)
- 岩本侑城 - 和歌山ファイティングバーズ (2020年 - )